# Episodi di SOKO - Misteri tra le montagne (undicesima stagione)
L'undicesima stagione della serie televisiva SOKO - Misteri tra le montagne è stata trasmessa in anteprima in Austria da ORF 1 tra il 6 gennaio 2012 e il 6 aprile 2012.
| nº | Titolo originale         | Titolo italiano | Prima TV Austria | Prima TV Italia |
| -- | ------------------------ | --------------- | ---------------- | --------------- |
| 1  | Jungbrunnen              |                 | 6 gennaio 2012   |                 |
| 2  | Tod im Internat          |                 | 13 gennaio 2012  |                 |
| 3  | Entsorgt                 |                 | 20 gennaio 2012  |                 |
| 4  | Liebe Friede Tod         |                 | 27 gennaio 2012  |                 |
| 5  | Licht und Schatten       |                 | 3 febbraio 2012  |                 |
| 6  | Der schwarze Fürst       |                 | 10 febbraio 2012 |                 |
| 7  | Der falsche Kiefer       |                 | 17 febbraio 2012 |                 |
| 8  | Freunde fürs Leben       |                 | 24 febbraio 2012 |                 |
| 9  | Casino                   |                 | 2 marzo 2012     |                 |
| 10 | Viererbande              |                 | 9 marzo 2012     |                 |
| 11 | Grabesstille             |                 | 16 marzo 2012    |                 |
| 12 | Und nichts war wie zuvor |                 | 6 aprile 2012    |                 |